# А-220
А-220 е съветска опитна корабна артилерийска установка калибър 57 mm.

## История на създаването
Работите по създаването на новата корабна артилерийска установка започват през 1967 г. Разработката е възложена на конструкторското бюро на Горкиевския машиностроителен завод (артилерийски централен научно-изследователски институт „Буревестник“). Разработката е в два калибъра: 57 и 75 mm. През август 1968 г. е завършен ескизния проект. През 1969 г. започват работите по създаването на облекчена куполна установка. От 26 август 1975 г. до 28 април 1977 г. установката А-220 преминава полигонни изпитания. Държавните си изпитания А-220 преминава в състава на опитния катер от проекта 205ПЕ със заводски номер № 110. По резултатите от изпитанията става ясно несъответствието на зададеното по тактико-техническото задание живучест на ствола. Изпитанията са от септември 1977 г. до август 1978 г. За осигуряване на живучестта на ствола величинана на непрекъсната стрелба е намалена от 100 до 50 изстрела, но, независимо от това, установката А-220 е препоръчана за приемане на въоръжение. Независимо от това, не започва серийното ѝ производство. Единствената причина за това решение е малоефективният боеприпас калибър 57 mm.

## Описание на конструкцията
Установката А-220 е куполен тип. За облекчение на установката в силовите конструкции, люлката, системата за подаване на боеприпаси и охлаждането на ствола за първи път се използват леки метални сплави. Ствола има комбинирана нарезка. Линията на нарезите се изменя от 0 до 55 калибра. Затвора е вертикален-клинов. В оръдието се използва водно охлаждане. Изпользва се и шнеково подаване на боеприпасите, инерционна досилка на патрона и инерционна екстракция на гилзите. Боекомплекта се подава механично от бункера до приемника в люлеещата се част. За досилката се използва енергията на откатните части. За установката са разработени два варианта на бункера с боеприпаси, за 425 и 625 патрона. Максималната теоретична далечина на стрелбата съставлява 12,5 km, при това боеприпасите имат самоликвидатор, сработващ на далечина 5,6 km. Теоретичният таван на стрелбата по височина съставлява 9,15 km, самоликвидатора сработва на височина 6,7 km